# Богдан Боровић
Богдан Боровић (Београд, 21. фебруар 1995) је српски кошаркаш. Игра на позицији плејмејкера (комбо бек), а тренутно наступа за КК Дунав Стари Бановци

## Каријера
Богдан Боровић је прошао млађе категорије КК Партизан и БКК Раднички, а играо је за Житко Баскет и КК Приморје из Херцег Новог.
Године 2016 потписао уговор са КК Приморјре Херцег Нови.
Године 2018 потписао уговор са КК Дунав Стари Бановци.